# Giro d’Italia 2007

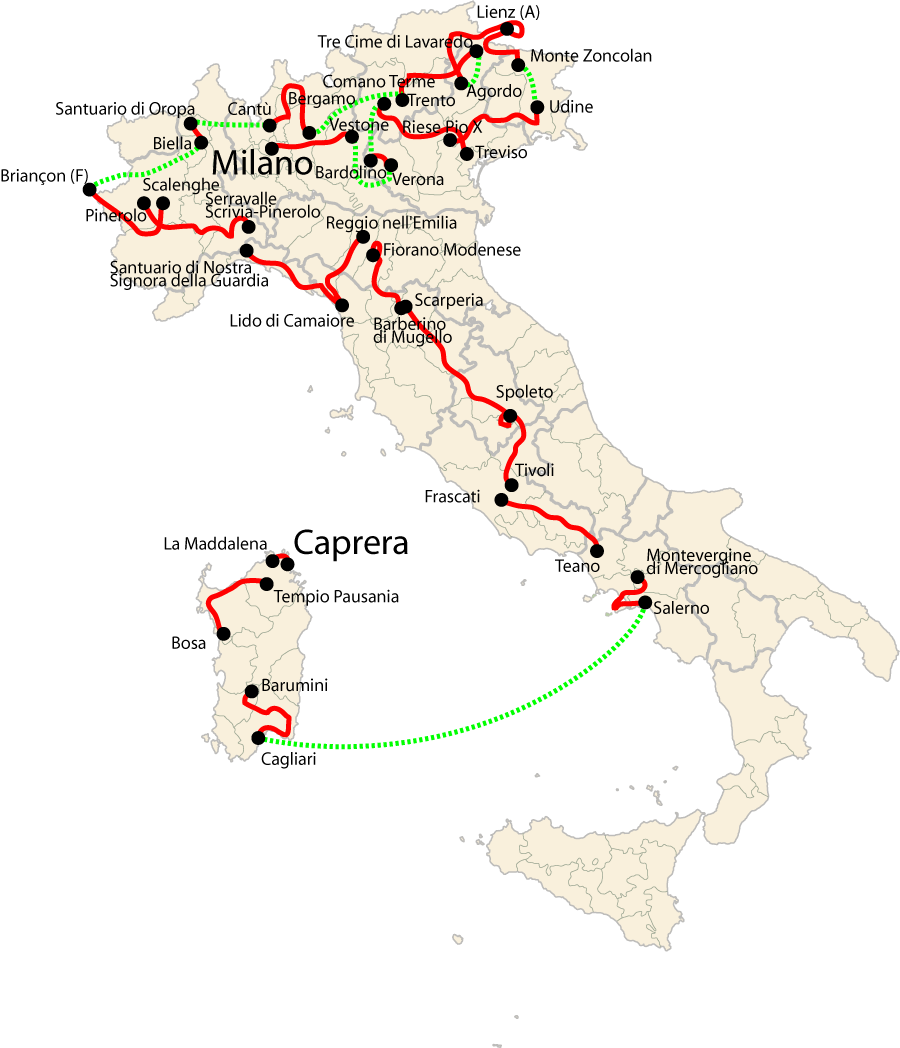
Överblick på etapperna under 2007 års Giro d'Italia.

Giro d’Italia 2007 cyklades 12 maj–3 juni 2007, och var den 90:e upplagan av tävlingen Giro d'Italia. 2007 års tävling startade på Sardinien och gick sedvanligt i mål i Milano.
2007 var året då den vita ungdomströjan introducerades i tävlingen. 

## Slutställning
| Plats | Person            | Land      | Lag                    | Tid      |
| 1     | Danilo di Luca    | Italien   | Team Liquigas          | 87.40.45 |
| 2     | Andy Schleck      | Luxemburg | Team CSC               | 00.01.55 |
| 3     | Eddy Mazzoleni    | Italien   | Astana                 | 00.02.25 |
| 4     | Gilberto Simoni   | Italien   | Saunier Duval-Prodir   | 00.03.15 |
| 5     | Damiano Cunego    | Italien   | Lampre-Fondital        | 00.03.49 |
| 6     | Riccardo Riccò    | Italien   | Saunier Duval-Prodir   | 00.07.00 |
| 7     | Evgeni Petrov     | Ryssland  | Tinkoff Credit Systems | 00.08.34 |
| 8     | Marzio Bruseghin  | Italien   | Lampre-Fondital        | 00.10.14 |
| 9     | Franco Pellizotti | Italien   | Team Liquigas          | 00.10.44 |
| 10    | David Arroyo      | Spanien   | Caisse d'Epargne       | 00.11.58 |

## Etapperna
| Etapp | Datum  | Sträckning                                                | Längd (km) | Etappsegrare        | Ledartröjan       | Poängtröjan         | Bergspriströjan  | Ungdomströjan      |
| ----- | ------ | --------------------------------------------------------- | ---------- | ------------------- | ----------------- | ------------------- | ---------------- | ------------------ |
| 1     | 12 maj | Caprera - La Maddalena (TTT)                              | 25,6       | Team Liquigas       | Enrico Gasparotto | Ingen               | Ingen            | Vincenzo Nibali    |
| 2     | 13 maj | Tempio Pausania - Bosa                                    | 205        | Robbie McEwen       | Danilo di Luca    | Robbie McEwen       | Pavel Brutt      | Vincenzo Nibali    |
| 3     | 14 maj | Barumini - Cagliari                                       | 181        | Alessandro Petacchi | Enrico Gasparotto | Alessandro Petacchi | Pavel Brutt      | Vincenzo Nibali    |
| 4     | 16 maj | Salerno - Montevergine di Mercogliano                     | 153        | Danilo di Luca      | Danilo di Luca    | Robbie McEwen       | Danilo di Luca   | Vincenzo Nibali    |
| 5     | 17 maj | Teano - Frascati                                          | 173        | Robert Förster      | Danilo di Luca    | Alessandro Petacchi | Danilo di Luca   | Vincenzo Nibali    |
| 6     | 18 maj | Tivoli - Spoleto                                          | 177        | Luis Laverde        | Marco Pinotti     | Alessandro Petacchi | Luis Laverde     | Hubert Schwab      |
| 7     | 19 maj | Spoleto - Autodromo del Mugello                           | 254        | Alessandro Petacchi | Marco Pinotti     | Alessandro Petacchi | Luis Laverde     | Hubert Schwab      |
| 8     | 20 maj | Barberino di Mugello - Fiorano Modenese                   | 200        | Kurt-Asle Arvesen   | Marco Pinotti     | Alessandro Petacchi | Luis Laverde     | Aleksandr Arekejev |
| 9     | 21 maj | Reggio nell'Emilia - Lido di Camaiore                     | 177        | Danilo Napolitano   | Marco Pinotti     | Alessandro Petacchi | Luis Laverde     | Aleksandr Arekejev |
| 10    | 22 maj | Lido di Camaiore - Santuario Nostra Signora della Guardia | 250        | Leonardo Piepoli    | Andrea Noè        | Alessandro Petacchi | Danilo di Luca   | Andy Schleck       |
| 11    | 23 maj | Serravalle Scrivia - Pinerolo                             | 198        | Alessandro Petacchi | Andrea Noè        | Alessandro Petacchi | Danilo di Luca   | Andy Schleck       |
| 12    | 24 maj | Scalenghe - Briançon (Frankrike)                          | 163        | Danilo di Luca      | Danilo di Luca    | Alessandro Petacchi | Danilo di Luca   | Andy Schleck       |
| 13    | 25 maj | Biella - Santuario di Oropa (ITT)                         | 12,6       | Marzio Bruseghin    | Danilo di Luca    | Alessandro Petacchi | Danilo di Luca   | Andy Schleck       |
| 14    | 26 maj | Cantù - Bergamo                                           | 192        | Stefano Garzelli    | Danilo di Luca    | Alessandro Petacchi | Danilo di Luca   | Andy Schleck       |
| 15    | 27 maj | Trento - Tre Cime di Lavaredo                             | 184        | Riccardo Riccò      | Danilo di Luca    | Alessandro Petacchi | Leonardo Piepoli | Andy Schleck       |
| 16    | 29 maj | Agordo - Lienz (Österrike)                                | 189        | Stefano Garzelli    | Danilo di Luca    | Alessandro Petacchi | Leonardo Piepoli | Andy Schleck       |
| 17    | 30 maj | Lienz - Monte Zoncolan                                    | 142        | Gilberto Simoni     | Danilo di Luca    | Alessandro Petacchi | Leonardo Piepoli | Andy Schleck       |
| 18    | 31 maj | Udine - Riese Pio X                                       | 203        | Alessandro Petacchi | Danilo di Luca    | Alessandro Petacchi | Leonardo Piepoli | Andy Schleck       |
| 19    | 1 juni | Treviso - Comano Terme                                    | 179        | Iban Mayo           | Danilo di Luca    | Alessandro Petacchi | Leonardo Piepoli | Andy Schleck       |
| 20    | 2 juni | Bardolino - Verona (ITT)                                  | 43         | Paolo Savoldelli    | Danilo di Luca    | Alessandro Petacchi | Leonardo Piepoli | Andy Schleck       |
| 21    | 3 juni | Vestone - Milano                                          | 185        | Alessandro Petacchi | Danilo di Luca    | Alessandro Petacchi | Leonardo Piepoli | Andy Schleck       |